# Whitbread Round the World 1989-1990
De Whitbread Round the World 1989-1990 was de vijfde editie van de zeilwedstrijd om de wereld die tegenwoordig de "Volvo Ocean Race" heet. De race werd gewonnen door de Nieuw-Zeelandse boot "Steinlager 2" (bijnaam The Big Red) van de schipper Peter Blake. Het team won alle etappes.

## Route
Vanwege de internationale boycot van Zuid-Afrika door diens apartheidsregime kon Kaapstad niet meer worden aangedaan en moest een andere route worden gevaren. Deze werd gevonden door direct van Engeland naar Zuid-Amerika te varen, vandaar uit naar Oceanië en dan terug via Zuid-Amerika en Noord-Amerika naar Engeland. Deze editie kende zes etappes, terwijl alle voorgaande er vier hadden. Voor het eerst kwam de race aan in de Verenigde Staten. Voor het eerst werd niet gestart in Portsmouth maar in Southampton.
| Etappe | Start           | Finish          | Afstand  | Datum start      | Winnaar      |
| ------ | --------------- | --------------- | -------- | ---------------- | ------------ |
| 1      | Southampton     | Punta del Este  | 5.938 Nm | 2 september 1989 | Steinlager 2 |
| 2      | Punta del Este  | Fremantle       | 7.260 Nm | 28 oktober 1989  | Steinlager 2 |
| 3      | Freemantle      | Auckland        | 3.272 Nm | 23 december 1989 | Steinlager 2 |
| 4      | Auckland        | Punta del Este  | 6.255 Nm | 4 februari 1990  | Steinlager 2 |
| 5      | Punta del Este  | Fort Lauderdale | 5.475 Nm | 17 maart 1990    | Steinlager 2 |
| 6      | Fort Lauderdale | Southampton     | 3.818 Nm | 5 mei 1990       | Steinlager 2 |

## Dodelijk slachtoffer
Tijdens de tweede etappe kreeg de Britse boot "Creighton's Naturally" een "broach" op de Zuidelijke Oceaan en twee bemanningsleden sloegen overboord. Beiden droegen een reddingsvest en hadden een zender waardoor ze teruggevonden konden worden. De Belg Bart van den Dwey kon worden gereanimeerd, maar dat lukte niet meer bij de Engelsman Tony Phillips. Van hem wordt verondersteld dat hij bij het overboord slaan zijn hoofd zwaar had verwond. Hij kreeg een zeemansgraf.

## Teams
Aan de vijfde editie deden 23 teams uit 13 landen mee. Twee boten haalden de finish niet. Voor het eerst deed een zeilboot mee met een compleet vrouwelijke bemanning. De naam van het schip was "The Maiden" en was dezelfde boot die onder de naam "Disque d’Or" in 1981 meedeed.

## Scoringssysteem
Van elke etappe werd de gevaren tijden volgens het handicapsysteem gecorrigeerd. De gecorrigeerde tijden voor elke etappe werden bij elkaar opgeteld. Het team met de snelste tijd won de race was de winnaar.

## Eindklassement
| Positie | Team                      | Land                | Schipper(s)                                                                         | Gecorrigeerde tijd  |
| ------- | ------------------------- | ------------------- | ----------------------------------------------------------------------------------- | ------------------- |
| 1       | Steinlager 2              | Nieuw-Zeeland       | Peter Blake                                                                         | 128 dagen en 9 uur  |
| 2       | Fisher & Paykel Nz        | Nieuw-Zeeland       | Grant Dalton                                                                        | 129 dagen en 21 uur |
| 3       | Merit                     | Zwitserland         | Pierre Fehlmann                                                                     | 130 dagen en 10 uur |
| 4       | Rothmans                  | Verenigd Koninkrijk | Lawrie Smith                                                                        | 131 dagen en 4 uur  |
| 5       | The Card                  | Zweden              | Roger Nilson                                                                        | 135 dagen en 7 uur  |
| 6       | Charles Jourdan           | Frankrijk           | Alain Gabbay                                                                        | 136 dagen en 15 uur |
| 7       | Fortuna Extra Lights      | Spanje              | Javier de la Gaudera, Jan Santana, José Doreste                                     | 137 dagen en 8 uur  |
| 8       | Gatorade                  | Italië              | Giorgio Falck, Hervé Jan Preire Sicouin                                             | 138 dagen en 14 uur |
| 9       | Union Bank of Finland     | Finland             | Ludde Ingvall                                                                       | 138 dagen en 16 uur |
| 10      | Belmont Finland II        | Finland             | Harry Harkimo                                                                       | 139 dagen en 4 uur  |
| 11      | Fazisi                    | Sovjet-Unie         | Alexi Grischenko, Skip Novak, Valeri Alexeev                                        | 139 dagen en 9 uur  |
| 12      | NCB Ireland               | Ierland             | Joe English                                                                         | 139 dagen en 19 uur |
| 13      | British Satquote Defender | Verenigd Koninkrijk | Frank Esson, Colin Watkins                                                          | 143 dagen en 12 uur |
| 14      | Equity & Law II           | Nederland           | Dirk Nauta                                                                          | 148 dagen en 23 uur |
| 15      | Liverpool Enterprise      | Verenigd Koninkrijk | Bob Salmon                                                                          | 151 dagen en 4 uur  |
| 16      | Creighton's Naturally     | Verenigd Koninkrijk | John Chittendon                                                                     | 162 dagen en 6 uur  |
| 17      | Esprit de Liberté         | Frankrijk           | Patrick Tabarly                                                                     | 164 dagen en 21 uur |
| 18      | Maiden                    | Verenigd Koninkrijk | Tracy Edwards                                                                       | 167 dagen en 3 uur  |
| 19      | Schlussel von Bremen      | Duitsland           | Rolf Renken, Ham Müeller-Röhlok, Jochen Orgelmann, Wilhelm-Otto Beck, Peter Weidner | 167 dagen en 19 uur |
| 20      | With Integrity            | Verenigd Koninkrijk | Andy Coghill                                                                        | 170 dagen en 16 uur |
| 21      | La Poste                  | Frankrijk           | Daniel Mallé                                                                        | 181 dagen en 22 uur |
| Dnf     | Rucanor Sport             | België              | Bruno Dubois                                                                        | -                   |
| Dnf     | Martela OF                | Finland             | Markku Wilkeri                                                                      | -                   |